# Begonia camposportoana
Espèce
Begonia camposportoana est une espèce de plantes de la famille des Begoniaceae.
Elle a été décrite en 1954 par Alexander Curt Brade (1881-1971).